# Chappell Nunataks
Chappell Nunataks är nunataker i Antarktis. De ligger i Östantarktis. Australien gör anspråk på området.